# Ubiratã de Lemos
Ubiratan de Lemos (Humaitá, 1925 — , 1978) foi um jornalista brasileiro.
Era filho do seringalista Jovino Fernandes de Lemos e de Joana Gonçalves de Lemos. 
Iniciou sua carreira jornalística como revisor do jornal A Tarde em 1939, e era repórter voltado para matérias policiais, focalizado na capital amazonense. 
Foi repórter do Jornal do Commércio de Manaus, de 1941 a 1949. Transferindo-se para o Rio de Janeiro, passou a integrar o corpo de repórteres do Diário da Noite e da revista O Cruzeiro. 
Notabilizou-se ao ganhar a primeira edição do Prêmio Esso de Jornalismo, de forma inesperada, com uma reportagem reveladora sobre os paus de arara que levavam migrantes à capital fluminense, fato até então desconhecido pela sociedade.